# Джей Лароуз
Джей Лароуз (англ. J. Adam Larose; використовує професійний псевдонім J. LaRose) — американський актор, відомий, зокрема, за ролями у фільмах Даррена Лінна Боусмана. Належить до індіанського народу навахо.

## Фільмографія
| Рік       |    | Українська назва             | Оригінальна назва          | Роль                        |
| --------- | -- | ---------------------------- | -------------------------- | --------------------------- |
| 1998      | с  | Із Землі на Місяць           | From the Earth to the Moon | анестезіолог                |
| 1999      | с  | Смертельна Битва: Завоювання | Mortal Kombat: Conquest    | воїн                        |
| 2000      | кф | Мрії метеликів               | Butterfly Dreams           | Джеймс Лютер                |
| 2001      | ф  | Втрачена особистість         | Identity Lost              | Террі Брукс                 |
| 2006      | кф | Ріпо! Генетична опера        | Repo! The Genetic Opera    | Паві Ларго                  |
| 2006      | ф  | Пила 3                       | Saw III                    | Трой                        |
| 2007      | ф  | Пила 4                       | Saw IV                     | Трой                        |
| 2008      | с  | Втілення страху              | Fear Itself                | бандит                      |
| 2008      | ф  | Ріпо! Генетична опера        | Repo! The Genetic Opera    | репортер                    |
| 2009      | ф  | Змучений                     | The Tortured               | мисливець                   |
| 2010      | ф  | Астрал                       | Insidious                  | довговолосий демон          |
| 2010      | ф  | День матері                  | Mother's Day               | охоронець у шпиталі         |
| 2011      | ф  | Кассадага                    | Cassadaga                  | Гіт                         |
| 2011      | ф  | 11-11-11                     | 11-11-11                   | Вейн (у титрах не вказаний) |
| 2012      | ф  | Диявольський карнавал        | The Devil's Carnival       | мер                         |
| 2012      | ф  | Бейтаун поза законом         | The Baytown Outlaws        | Гелаку                      |
| 2012      | ф  | Пустище                      | The Barrens                | рейнджер Боб                |
| 2013      | ф  | Ілюзія обману                | Now You See Me             | Віллі Мірс                  |
| 2013      | ф  | Астрал. Частина 2            | Insidious: Chapter 2       | довговолосий демон          |
| 2014      | с  | Банші                        | Banshee                    | Томпсон                     |
| 2014      | ф  | Статеве виховання            | Sex Ed                     | Рейні                       |
| 2015      | ф  | Темні місця                  | Dark Places                | Трей Тіпано                 |
| 2016      | ф  | Абатуар: Лабіринт страху     | Abattoir                   | Кайл                        |
| 2016      | с  | Рей Донован                  | Ray Donovan                | Ед                          |
| 2017      | с  | Бійтеся ходячих мерців       | Fear the Walking Dead      | індіанец на ранчо           |
| 2018—2019 | с  | Маянці                       | Mayans MC                  | Адам                        |
| 2020      | ф  | Небесні акули                | Sky Sharks                 | Мартін Кілі                 |